# Burbidgea
Burbidgea é um género botânico pertencente à família Zingiberaceae.